# Гилиссен, Жан
Йоханнес Матиас (Жан) Гилиссен (нидерл. Johannes Mathias "Jean" Gilissen; 15 августа 1891, Маастрихт — 1918, Мадиун), также известный как Ян Гилиссен (нидерл. Jan Gilissen) — нидерландский футболист-универсал, игравший на позициях защитника, полузащитника и нападающего.
Начинал карьеру в клубе МВВ — был одним из четырёх братьев Гилиссенов, игравших за эту команду, выступал также за команды ГВК, «Аякс» и УВВ.

## Футбольная карьера
Известно, что с 1912 года Гилиссен выступал в составе футбольного клуба ГВК из города Вагенинген, играя на позиции защитника. В сезоне 1911/12 его команда заняла первое место в восточной группе. Как и предыдущем сезоне, за титул чемпиона Нидерландов команда встретилась с победителем западной группы, роттердамской «Спартой». В первой игре, состоявшейся 20 мая, ГВК дома уступил «Спарте» со счётом 1:3; после матча одна из нидерландских газет отметила хорошую игру голкипера ван Эка и защитника Гилиссена, а у «Спарты» лучшим был назван защитник Бок де Корвер. В ответной игре, прошедшей 2 июня в Роттердаме, «Спарта» разгромила своего соперника со счётом 5:0. В конце июня Жан был вызван в сборную команду под названием Oostelijk XI, который предстояло сыграть с олимпийской командой. Игра завершилась победой олимпийцев со счётом 1:2.
В межсезонье Гилиссен сменил команду, перейдя в амстердамский «Аякс». Дебютную игру Жан провёл 15 сентября в Кубке Нидерландов против клуба ДВС из Роттердама; матч завершился со счётом 7:4 в пользу «Аякса». Через неделю, 22 сентября, амстердамцы в товарищеском матче обыграли английский клуб «Танбридж Уэллс» (2:0); примечательно, что Гилиссен играл не в обороне, а на позиции центрально нападающего.
29 сентября Гилиссен провёл первую игру за «Аякс» в чемпионате Нидерландов; в 1-м туре его команда уступила клубу ХФК из Харлема, проиграв в гостях 2:1. В марте 1913 года вместе с командой Жан отправился на футбольный турнир в Париж, проводимый клубом «Ред Стар». В апреле он вызывался в сборную команду Амстердама, а также сыграл за «Аякс» против военной сборной Нидерландов. По итогам сезона «Аякс» финишировал на предпоследнем месте в чемпионате.
В сезоне 1913/14 Гилиссен выступал на позиции центрального защитника, играя вместе с Корнелисом Свартау. В чемпионате амстердамцы заняли последнее место, а в матчах за прописку в первом классе они уступили клубу «Геркюлес» из Утрехта, проиграв со счётом 0:1 в домашней встречи и сыграв вничью 1:1 в гостях. После столь неудачного сезона команду покинуло сразу несколько ведущих игроков; защитники Свартау и Гилиссен, а также полузащитник Ге Фортгенс; все трое перешли в клуб УВВ из Утрехта.
Отыграв полтора сезона за УВВ, Гилиссен перешёл в клуб МВВ из Мастрихта, за который выступал его младший брат.

## Личная жизнь
Жан родился в августе 1891 года в Маастрихте. Отец — Томас Гилиссен, был родом из бельгийского города Элликом, мать — Мария Элизабет Питерс, родилась в Маастрихте. Родители поженились в мае 1874 года в Маастрихте — на момент женитьбы отец работал на фарфоровой фабрике, а мать была рабочей на заводе. Всего в их семье родилось двенадцать детей: одна дочь и одиннадцать сыновей, двое из которых умерли в младенчестве.
В феврале 1916 года отправился в Голландскую Ост-Индию, где стал работать агрономом.
Умер в 1918 году в городе Мадиун.